# Боке, Эрик
Эрик Боке (фр. Éric Bocquet) — французский политик, сенатор Франции, член Коммунистической партии.

## Биография
Родился 08 ноября 1957 г. Младший брат Алена Боке, лидера коммунистов департамента Нор и депутата Национального собрания Франции. На протяжении тридцати лет работал преподавателем английского языка.
В 1995 году был избран мэром коммуны Маркийи, впоследствии еще трижды переизбирался на это пост.
На выборах сенаторов 2011 года возглавил список коммунистов и был избран в Сенат. В 2017 году вновь возглавил список коммунистов на выборах в Сенат и сохранил мандат сенатора.

## Занимаемые выборные должности
с 25.06.1995 — мэр коммуны Маркийи 

с 25.09.2011 — сенатор Франции от департамента Нор.